# Elisabeth Söderström
Elisabeth Söderström (7. květen 1927 Stockholm – 20. listopad 2009 Stockholm) byla švédská operní pěvkyně, známá jako interpretka děl Leoše Janáčka a písňového repertoáru Rachmaninova a Jeana Sibelia.

## Kariéra
První hudební vzdělání získala soukromě u Adelaide von Skilondz, a poté studovala na Královské hudební akademii ve Stockholmu. Debutovala v roce 1947 jednou z rolí v Mozartově singspielu Bastien a Bastienka. Postupem let se stala sólistkou Královské švédské opery (1949–1980), zároveň vystupovala ve světových operních domech včetně Metropolitní opery v New Yorku. Vyhledávanou pěvkyní se stala zejména v operních dílech Leoše Janáčka. Janáčkovy opery se podařilo natočit na gramofonové desky s Vídeňskou filharmonií s dirigentem Charlesem Mackerrasem. Svou operní kariéru ukončila na počátku 90. let 20. století, s výjimkou účinkování jako hraběnka v Čajkovského Pikové dámě v Metropolitní opeře v roce 1999.